# سنگ‌چشم جنگلی بزرگ

سنگ‌چشم جنگلی بزرگ (نام علمی: Tefrodornis virgatus) در جنوب شرقی آسیا، سوماترا، جاوه و بورنئو یافت می‌شود. زیستگاه طبیعی آن جنگل‌های معتدل، جنگل‌های جلگه‌ای نمناک نیمه‌گرمسیری یا گرمسیری، جنگل‌های حرا نیمه‌گرمسیری یا گرمسیری و جنگل‌های کوهستانی نمناک نیمه‌گرمسیری یا گرمسیری است.
معمولاً در تیرهٔ وانگایان (Vangidae) جای می‌گیرد. سنگ‌چشم جنگلی مالابار را گاهی همنوع با این گونه می‌دانند.